# C'mon In~
《C'mon In~》是香港歌手陳奕迅的第13張國語音樂專輯，於2017年10月9日推出。此張大碟於隔年第29屆金曲獎獲得年度專輯獎，也令陳奕迅第3次獲得最佳國語男歌手獎，成為獲得最多「金曲歌王」的紀錄保持人之一。該屆金曲獎評審團主席陳子鴻表示，評審討論到最佳國語男歌手獎時都有共識，認為陳奕迅對音樂的駕馭傑出，在音樂節奏感、複雜度非常高的情況下，仍能唱得讓人聽起來輕鬆舒服、游刃有餘、細膩動人，技巧性非常好，且不覺得是在展現技術。因此在首輪投票即以14票過半數勝出，大勝林俊傑、小宇等其他入圍者贏得金曲歌王，關鍵就是「陳奕迅與音樂性的融合度非常高」。

## 曲目列表
| 曲序     | 曲目                 |                        | 作曲              | 编曲     | 时长  |
| -------- | -------------------- | ---------------------- | ----------------- | -------- | ----- |
| 1.       | 放（Relax）          | 葛大為                 | Jerald            | Jerald   | 3:26  |
| 2.       | 收心操（Ready）      | 葛大為                 | Jerald            | Jerald   | 2:53  |
| 3.       | 海膽（Sigh）         | 葛大為                 | Jerald            | Jerald   | 3:17  |
| 4.       | 誰來剪月光（Miss）   | 易家揚                 | 馮穎琪            | 陳永良   | 3:32  |
| 5.       | 床上的黑洞（Wake）   | 6號@RubberBand Tim Lui | RubberBand Jerald | Jerald   | 3:07  |
| 6.       | 右上角（Notice）     | 葛大為                 | Jerald            | Jerald   | 3:29  |
| 7.       | 之外（Apart）        | 易家揚                 | 徐繼宗            | Jerald   | 3:59  |
| 8.       | 傅科擺（Leap）       | 葛大為                 | C. Y. Kong Jerald | Jerald   | 4:05  |
| 9.       | 零下幾分鐘（Freeze） | 易家揚                 | 藍奕邦            | Jerald   | 4:17  |
| 10.      | 披風（Soar）         | 易家揚                 | 譚傑明 Jerald     | Jerald   | 3:56  |
| 总时长： | 总时长：             | 总时长：               | 总时长：          | 总时长： | 36:01 |

## 音樂錄像
| 曲目次序 | 歌名       | 導演           | 首播日期       | 首播平台                | 連結                       |
| -------- | ---------- | -------------- | -------------- | ----------------------- | -------------------------- |
| 01       | 放         | 陳志發         | 2017年6月17日  | 陳奕迅YouTube頻道       | 連結（页面存档备份，存于） |
| 03       | 海膽       | 陳志發         | 2017年8月6日   | 環球音樂香港YouTube頻道 | 連結（页面存档备份，存于） |
| 04       | 誰來剪月光 | 陳志發         | 2017年8月11日  | 環球音樂香港YouTube頻道 | 連結（页面存档备份，存于） |
| 05       | 床上的黑洞 | 6號@Rubberband | 2017年12月1日  | 陳奕迅YouTube頻道       | 連結（页面存档备份，存于） |
| 06       | 右上角     |                | 2018年1月29日  | 陳奕迅YouTube頻道       | 連結（页面存档备份，存于） |
| 07       | 之外       | 陳映之         | 2017年11月6日  | 環球音樂香港YouTube頻道 | 連結（页面存档备份，存于） |
| 09       | 零下幾分鐘 | 陳志發         | 2017年12月22日 | 陳奕迅YouTube頻道       | 連結（页面存档备份，存于） |
| 10       | 披風       | Arterisk       | 2017年6月30日  | 陳奕迅YouTube頻道       | 連結（页面存档备份，存于） |

## 派台歌曲成績
| 2017 | 披風       | 1 (10) | 1 (7) | 1 (6)  | - |
| 2017 | 放         | -      | -     | -      | - |
| 2017 | 誰來剪月光 | -      | 1 (5) | 16 (2) | - |
| 2017 | 海膽       | -      | -     | -      | - |
| 2017 | 之外       | 1 (4)  | 1 (9) | 1 (6)  | - |

## 相關獎項或提名

### 個人獎項
- 台灣：第29屆金曲獎 - 最佳國語男歌手獎

### 專輯《C'mon In~》
- 香港：KKBOX 2017華語年度專輯 Top20 - 第一位[3]
- 台灣：2017 Hit Fm年度十大專輯[4]
- 台灣：GQ網 2017年不能錯過的10張華語專輯[5]
- 台灣：第29屆金曲獎 - 最佳國語專輯獎（提名）
- 台灣：第29屆金曲獎 - 年度專輯獎
- 台灣：第29屆金曲獎 - 最佳專輯製作人獎 （Jerald Chan）

### 歌曲《誰來剪月光》
- 香港：第40屆十大中文金曲頒獎典禮 - 優秀流行國語歌曲獎金獎
- 香港：第40屆十大中文金曲頒獎典禮 - 全球華人至尊金曲獎
- 香港：KKBOX 2017華語年度單曲 Top20 - 第4位[6]
- 台灣：2017 Hit Fm年度百首單曲－第35位[7]
- 加拿大：2017年度加拿大至HiT中文歌曲排行榜 - 全國推崇十大歌曲（國語）

### 歌曲《床上的黑洞》
- 台灣：第29屆金曲獎 - 最佳編曲人獎 - Jerald Chan（提名）

### 歌曲《之外》
- 香港：第四十一屆十大中文金曲頒獎典禮 - 優秀流行國語歌曲獎金獎

### 歌曲《披風》
- 全球：第十七屆全球華語歌曲排行榜 - 年度二十大金曲
- 香港：KKBOX 2017華語年度單曲 Top20 - 第6位[6]
- 台灣：2017 Hit Fm年度百首單曲－第89位[7]

## 外部連結
- 台灣GQ網 - 陳奕迅《C'mon in~》 一張獻給玩世不恭男人的專輯（页面存档备份，存于）